# Дельфийский эффект
«Дельфийский эффект» (англ. Kiss Me Deadly) — американский приключенческий боевик режиссёра Рона Оливера 2008 года о запутанных сетях международного шпионажа.
В главной роли — звезда телесериалов «Беверли-Хиллз, 90210» и «Зачарованные» Шеннен Доэрти.
Премьера состоялась в США 2 мая 2008 года.

## Сюжет
Джейкоб Кин когда-то работал шпионом, но теперь с этим покончено. Однажды его напарница Марта пропала, и с тех пор о её местонахождении ничего не было известно. Когда спустя 17 лет она объявляется и просит его о помощи, Джейкобу вновь приходится вернуться к прежней работе. Марту хотят убить, и она всеми силами пытается спастись. А Джейкоб понимает, что оказывается втянутым в игры международного шпионажа.

## В ролях
- Роберт Гант — Джейкоб Кин
- Шеннен Доэрти — Марта
- Фрайзер Браун — Джаред
- Джон Рис-Дэвис — Яйл Эриксон
- Кэтерин Кеннард — Кайра
- Элизабет Хоторн — Джиллиан

## Интересные факты
- Теглайн фильма переводится как «Будущий ответ лежит в их прошлом».
- Список создателей картины включает в себя режиссёра Рона Оливера, продюсера Томаса Бекера и сценаристов Джорджа Шенка и Фрэнка Кардеа — профессионалов с большим стажем, приложивших руку к созданию многих известных голливудских фильмов.
- На производство картины было выделено $ 5 миллионов, однако касса не окупила этих затрат. К производству подключилась также знаменитая кинокомпания «Regent Entertainment».
- В оригинале фильм носит название «Смертельный поцелуй».
- Съемки проходили в Лос-Анджелесе и Новой Зеландии.
- Просмотр детям до 17 лет обязателен в присутствии родителей.
- Исполнительнице главной роли Шеннен Доэрти не впервой играть в похожих картинах — её богатый послужной список включает роли разноплановых жанров.
- Роберт Гант играл в сериале «Беверли-Хиллз, 90210: Новое поколение», в то время как Шеннен Доэрти была ведущей актрисой в его предшественнике, оригинальном сериале «Беверли-Хиллз, 90210».

## Мировой релиз
- США — 2 мая 2008 года
- Италия — 27 января 2009 года
- Аргентина — 13 мая 2009 года — премьера на DVD